# Virtualización de escritorio

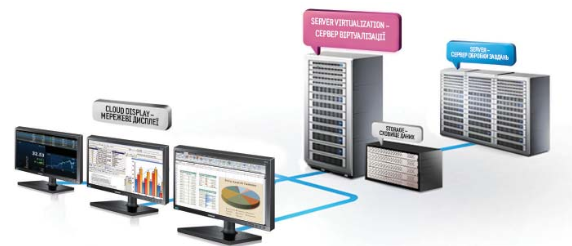
Infraestructura de la virtualización de escritorio.

La virtualización de escritorio (VDI, del inglés Virtual Desktop Infrastructure o Infraestructura de Escritorios Virtuales) es un término relativamente nuevo, introducido en la década de los 90, que describe el proceso de separación entre el escritorio, que engloba los datos y programas que utilizan los usuarios para trabajar, de la máquina física. El escritorio "virtualizado" es almacenado remotamente en un servidor central en lugar de en el disco duro del ordenador personal. Esto significa que cuando los usuarios trabajan en su escritorio desde su portátil u ordenador personal, todos sus programas, aplicaciones, procesos y datos se almacenan y ejecutan centralmente, permitiendo a los usuarios acceder remotamente a sus escritorios desde cualquier dispositivo capaz de conectarse remotamente al escritorio, tales como un portátil, computadora (PC), tableta, teléfono inteligente o cliente ligero.
La experiencia que tendrá el usuario está orientada para que sea idéntica a la de una computadora estándar, pero desde un dispositivo de cliente ligero o similar, y desde la misma oficina o remotamente.
Muchas soluciones comerciales también agregan la capacidad de conmutar algunas sesiones de cliente entrantes (usando un software de rompimiento de conexión) en dirección a sistemas de escritorio compartido tradicionales como el Terminal Services de Microsoft o servidores de aplicaciones de Citrix, servidores blade, o incluso computadores de escritorio físicos e individuales no usados.

## Fundamentos
Es complejo instalar y mantener equipos de trabajo separados, además los usuarios han disfrutado de una capacidad casi ilimitada tanto para instalar como para borrar software. Debido a esto, los departamentos corporativos de tecnología de información y los usuarios han usado Terminal Services o Presentation Server de Citrix para proporcionar un entorno de escritorio estable y simple, pudiendo los usuarios estar usando tanto un ordenador de sobremesa como un portátil.
La virtualización del escritorio proporciona muchas de las ventajas de un servidor de terminales, si es configurado por los administradores de sistemas pueden proporcionar a los usuarios mucha más flexibilidad, por ejemplo, cada uno puede tener permitido instalar y configurar sus propias aplicaciones. Los usuarios también disponen de la capacidad de acceder a sus escritorios virtuales basados en servidor desde otras localizaciones.

## Beneficios
Al igual que cualquier otra tecnología, la virtualización de escritorios proporciona una serie de beneficios clave que hace que esta tecnología sea la elegida por un gran número de usuarios:
Aumenta la seguridad de los escritorios y disminuye los costes de soporte
Las organizaciones tienen una gran cantidad de problemas otorgando permisos a los usuarios de sus equipos informáticos. Resulta complicado otorgar los mínimos permisos posibles y ofrecer a los usuarios un entorno de trabajo flexible con todas las funcionalidades que requieren para realizar su trabajo, sobre todo a aquellos usuarios que viajan. La virtualización del escritorio posibilita centralizar los escritorios en servidores centrales y gestionar dichos escritorios individualmente de manera remota. Esto provee a los usuarios una experiencia de escritorio completa y permite al personal de IT gestionar los escritorios virtualmente en lugar de físicamente. Disminuye radicalmente el coste de mantenimiento de los escritorios ya que no permites a sus usuarios modificar nada del Sistema Operativo, principal causa de los problemas en las organizaciones.
Reduce los costes generales de Hardware
La virtualización de escritorio implica que usted no tiene que tener equipos de última tecnología, porque todas las aplicaciones del escritorio son ejecutadas centralmente en un servidor remoto. Esto significa que los equipos que los usuarios están utilizando para conectarse al servidor tienen un periodo de vida mayor. Estos costes pueden reducirse aún más si para acceder a los escritorios virtuales utilizamos clientes ligeros, que son mucho menos costosos que los PC tradicionales.
Asegurar la continuidad del negocio
Un estudio reciente indica que la gran mayoría de las organizaciones no tienen planes de continuidad del negocio actuales. El estudio se basa en una encuesta realizada a 100 administradores de IT de Pymes del Reino Unido (empresas con 30-500 empleados ) llevada a cabo por ICM Investigación. La encuesta sugiere que ante la posibilidad de un fallo en el transporte público o desastre en el lugar de trabajo, muchas empresas no estarían en condiciones reabrir el negocio, mientras que los usuarios de la virtualización de escritorios serían capaz de ofrecer a sus usuarios una clave personal para acceder a sus escritorios desde cualquier ubicación.
Alternativa ecológica
Los escritorios virtuales almacenados en el servidor central son una alternativa ecológica a los PC tradicionales. Un estudio realizado en 2008 por The Climate Group indica que los PC consumen alrededor de tres veces más energía que el centro de datos. Uno de los mayores beneficios de la virtualización de servidores es el ahorro de energía que se produce cuando varios servidores a baja utilización ejecutando aplicaciones se combinan en una única pieza física de hardware.
Mejorar la seguridad de los datos
La virtualización de escritorio hace que todos los datos de los usuarios de los escritorios, y por lo tanto de las organizaciones, se almacenen centralmente en los servidores, absolutamente nada se almacena a nivel local. Por lo que si el empleado pierde o le roban el portátil, no se pierden los datos y tampoco dichos datos pasan a manos peligrosas. 
Definición técnica de virtualización de escritorio
La virtualización de escritorio es encapsular y entregar bien el acceso a la totalidad de un entorno de un sistema de información o del entorno en sí a un dispositivo remoto. Este dispositivo puede estar basado en una arquitectura de hardware completamente diferente a la utilizada por el entorno de escritorio proyectado. También puede tener como base un sistema operativo totalmente diferente.
La virtualización de escritorio es el uso de máquinas virtuales para permitir que los múltiples usuarios de la red mantengan sus escritorios individuales en un único servidor u ordenador central. El equipo central puede estar localizado en una residencia, en la empresa o en un centro de datos. Los usuarios pueden estar geográficamente dispersos y estar conectados al equipo central mediante una red de área local (LAN), una red de área extensa (WAN) o mediante Internet.
La virtualización de escritorio ofrece ventajas con respecto al modelo tradicional, en el que cada ordenador funciona como una unidad completa y autónoma con su propio sistema operativo, periféricos y aplicaciones. En general los gastos se reducen porque los recursos pueden ser compartidos y se asignan a los usuarios en función de sus necesidades. La integridad de la información del usuario se mejora porque todos los datos se almacenan y se guardan copias de seguridad en el centro de datos. Los conflictos en el software se minimizan mediante la reducción del número total de los programas almacenados en los equipos. 
A pesar de la distribución de los recursos, todos los usuarios pueden personalizar y modificar sus equipos de escritorio para satisfacer sus necesidades específicas. De esta manera, la virtualización de escritorio ofrece una mayor flexibilidad en comparación con la paradigma cliente / servidor.
Las limitaciones que tiene la virtualización de escritorios son los riesgos de seguridad que se generan si la red no está bien gestionada, conlleva una pérdida de autonomía y privacidad del usuario, los desafíos en la creación y el mantenimiento de los controladores para las impresoras y otros periféricos, dificultad en la gestión de complejas aplicaciones como las multimedia y problemas de mantenimiento de direcciones de los usuarios de máquinas virtuales en correspondencia con los del centro de datos.

## Ventajas
Las principales ventajas son las siguientes:
- Implementación instantánea de nuevos escritorios y uso de aplicaciones
- Prácticamente cero tiempo de inactividad en caso de fallos de hardware
- Reducción significativa del coste de los nuevos despliegues
- Sólida capacidad de gestión de la imagen del escritorio
- El ciclo de actualización de los PC pasa a ampliarse de 2-3 años a 5-6 años o más
- Escritorios existentes incluyen múltiples monitores, audio/video bidireccional, streaming de video, soporte a los puertos USB, etc.
- Capacidad de acceso a los usuarios de empresas a sus escritorios virtuales desde cualquier PC, incluida el PC de la casa del empleado
- Recursos a medida de las necesidades del escritorio
- Múltiples escritorios bajo demanda
- Libre provisión de equipos de sobremesa (controlada por las políticas de cada corporación)

## Revisión a la industria de la virtualización de escritorio
Según Gartner Inc. el mercado del escritorio virtual alojado en servidores (HVD) aumentará hasta conseguir los 49 millones de unidades en el 2013, frente a más de 500.000 unidades en 2009. Los ingresos mundiales del sector pasarán a ser de alrededor de $1.3 billones a $1.5 billones en 2009, y esto corresponde a menos del 1% del mercado de PC de todo el mundo profesional. El informe de Gartner “Emerging Technology Analysis: Hosted Virtual Desktops”  también indican que mientras que en las empresas el gasto en hardware disminuirá, éstos requerirán más servidores, ancho de banda y software para soportar nuevas arquitecturas.
Gartner calcula que aproximadamente el 15% de los actuales profesionales de todo el mundo desplazarían el PC tradicional hacia HVDs en 2014, lo que equivale a cerca de 66 millones de dispositivos conectados. Los EE. UU. alcanzaría el doble de la media de todo el mundo con más de 18 millones de dispositivos conectados. Tras un primer comienzo lento, el mercado del HVDs se acelerará en 2010 y 2011.
A pesar de las nuevas mejoras en el rendimiento y la capacidad de gestión que se espera de HVDs en 2009, la actual recesión económica que inhiba la adopción de HVDs a corto plazo, porque requieren grandes despliegues en las inversiones iniciales en infraestructura de red y el servidor. Debido a los recortes presupuestarios actuales, se espera que las implementaciones HVD previstas se retrasen a 2010 y 2011.

## El escritorio como un servicio
El escritorio como un servicio es la disposición de la virtualización de escritorio como un servicio; "transformando los escritorios en servidor de nube" (cloud service). Hay varias "soluciones diferentes" basadas en la "ejecución local (o distribuida) y otras basadas en la  ejecución centralizada (o remota)".
El escritorio del usuario se ejecuta en el servidor, que puede ser un PC normal, un servidor dedicado o incluso un dispositivo de hardware fabricado específicamente para realizar esa tarea. Las órdenes del usuario se transmiten al servidor a través de la red, y el servidor envía de vuelta los resultados de las acciones. Según el modelo utilizado, el servidor puede encargarse de ejecutar todas y cada una de las tareas que requiera el usuario, o puede delegar algunas de las tareas al ordenador que esté utilizando el usuario, a fin de reducir la carga de trabajo del servidor y el tráfico de la red. 
El usuario puede tener un ordenador completo que haya sido configurado para depender total o parcialmente de las instrucciones del servidor. O puede tener un aparato llamado "terminal" que haya sido diseñado para esta tarea, al cual conectará un monitor, un teclado, y un ratón, y con los cuales usará la terminal como si se tratase de un ordenador completo. Esta terminal sólo funcionará cuando tenga conexión con un servidor adecuado.
En mayo de 2007, Desktone comenzó el proceso para registrar el término "escritorio como un servicio" en los Estados Unidos. El 19 de junio de 2008: "Una acción no final ha sido enviada. Esto es una carta del abogado examinador solicitando información adicional y/o haciendo una denegación inicial. Sin embargo, no se ha tomado una determinación final en cuanto a la registrabilidad de la marca".

## Productos
Véase Categoría:Virtualización.